# 鳳工房
鳳工房（おおとり こうぼう）は1988年から脚本家鳥海尽三が主宰を始めたシナリオサークル。主にアニメ、及び文芸一般のプロ作家養成を目的とする創作団体。
月二回の研修会を中心に、会員個人の習作や課題に対して、ディスカッションを行い、創作の向上を目指す。原則としてあくまで会員の自主性に任せた創作を主体としている。入会中の会員、または鳳工房自体で仕事を受け持つこともある。アニメ関係の他、ゲームシナリオなどの執筆、企画のアイデア、設定協力などもしている。